# Francesc Gurri Serra
Francesc Gurri i Serra (Barcelona, 1921- Barcelona, 14 de juliol de 2012) fou un geògraf, excursionista i publicista català, gran divulgador del coneixement de la geografia humana i física de Catalunya. Va ser president de la Secció de geografia i Ciències Naturals del Centre Excursionista de Catalunya i un dels fundadors de la Lliga per a la Defensa del Patrimoni Natural (DEPANA). També fou membre honorari de la Societat Catalana de Geografia, filial de l'Institut d'Estudis Catalans.
El 2001 va rebre la Creu de Sant Jordi de la Generalitat de Catalunya.

## Obres
- La guía de Cataluña: rutas turísticas (1989)
- Parcs naturals de Catalunya (1997)
- Catalunya de poble en poble (1998)